# Émilie Jouvet

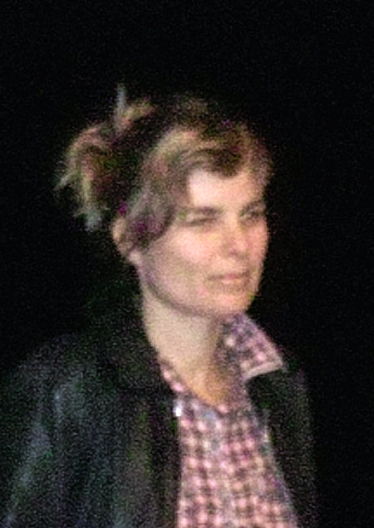
Émilie Jouvet (2011).

Émilie Jouvet (geboren 29. Juli 1976) ist eine französische Filmemacherin und Fotografin.

## Leben
Emilie Jouvet gilt als eine der wichtigsten europäischen sexpositiven Regisseurinnen. Sie stellt darüber hinaus als Fotografin aus und ist in der queeren Szene Frankreichs politisch aktiv. 2003 begann sie mit ersten Regiearbeiten, zunächst bei pornografischen Kurzfilmen.
2006 führte sie bei ihrem ersten Spielfilm Regie, einem feministischen Pro-Gender-Queer- und Transgender-Film im Kontext der Post-Porno-Bewegung, Pour une nuit (One Night Stand). Der Film gilt als der erste französische Porno, der von einer lesbischen Künstlerin für ein lesbisches Publikum gedreht wurde.
Darin wird Sex nicht inszeniert, vielmehr leben die Darstellenden ihre individuellen Fantasien und Vorstellungen von Sexualität vor der Kamera aus. Dadurch werde ein bleibender Eindruck von Authentizität vermittelt, „wodurch die besondere Nähe, der besondere Respekt der Filmemacherin für die Sex-Performerinnen als Individuen deutlich wird. ... Es ist mehr als ein Porno, es ist eine Art Dokumentation über lesbischen und transgender Sex in einer sehr coolen Szene. Dass dies Absicht der Filmemacherin ist, zeigen die auf der DVD des Films vorhandenen Interviews mit den Protagonistinnen, in denen diese über ihre Erfahrungen mit der Selbstdarstellung vor der Kamera sprechen.“
Im Jahr 2009 stellte sie für die Dreharbeiten zum Dokumentarfilm Too Much Pussy! eine Gruppe aus Performenden für Live-Shows zusammen, welche gemeinsam Europa von Berlin bis Malmö bereiste, bestehend aus: Wendy Delorme, Judy Minx, DJ Metzgerei, Mad Kate, Sadie Lune und Madison Young: Too Much Pussy! Feminist Sluts – A Queer X Show. Dieses feministische, sex-positive Roadmovie, eine deutsch-französische Produktion, hatte seine Premiere beim Cinémarges Festival in Bordeaux im April 2010.
Émilie Jouvets erster Fotoband Émilie Jouvet: The Book erschien 2014 bei Womart editions in Frankreich.
Im Jahr 2016 wurde Jouvet für die Dokumentar-Fernsehserie Gaycation über die Situation von LGBT-Personen in verschiedenen Ländern interviewt. Im Gespräch mit dem Moderator Ian Daniel erläuterte sie die Hintergründe ihres Videoprojekts, bei dem mehrere hetero- und homosexuelle Frauen in kurzen Clips über das Thema Mutterschaft redeten. Mit den Videos wollte Jouvet auf das Verbot der künstlichen Befruchtung für lesbische und alleinstehende Frauen in Frankreich aufmerksam machen, das zum Ausstrahlungs-Zeitpunkt noch galt.

## Werk

### Kurzfilme
- 2003 Kissing 4 min.
- 2003 Mademoiselle 4 min 20 s.
- 2003 Être une femme 3 min 45 s.
- 2004 Roof 8 min 30 s.
- 2004 Electric desire 3 min 20 s.
- 2004 Blancx 3 min 30 s.
- 2005 Blind porn 3 min 30 s.
- 2007 Vicious 5 min.
- 2008 The Apple 6 min, koproduziert von Émilie Jouvet, Judy Minx. Vertrieb über Bildkraft (Deutschland), PetraJoy (Großbritannien)
- 2008 Kiss me 20 min.
- 2008 Party time 4 min.
- 2008 Memories 4 min 30 s.
- 2011 Let it go 3 min.
- 2013 Safer, 3 min, koproduziert m. Yagg Inpes
- 2013 Candy Box  6 min, koproduziert m. Yagg Inpes

### Spielfilme
- 2004 Queerft: Queer Factory Tales (Les contes de Queer Factory). Beiträge: Blanc X, Electric Desire, Roof
- 2006 Pour une nuit (en: One Night Stand)
- 2010 Too Much Pussy! Feminists Sluts in The Queer X Show
- 2011 Fucking Different XXX, Beitrag: New Kid on the Block
- 2011 Much More Pussy!
- 2011 Histoire d'Ovidie, 55 min, French Lover Production (FR), Vertrieb Canal plus (FR).
- 2017 Aria, 60 min, koproduziert von Every Body’s perfect fest und CAC Genève, FMAC, FCAC, Faena Art, In Between Art Film and Head Genf.
- 2017 My Body, My Rules, 60 min., Emilie Jouvet / Womart Productions, Jürgen Brüning, Ulule Contributors[6]
- 2018 Mon enfant, ma bataille. 35 ans de lutte des familles homoparentales. 90 min, koproduziert von Émilie Jouvet und APGL (FR).[7][8]

### Buchpublikationen
- Fotografien in: Laura Méritt und Regina Nössler (Hrsg.): Mein lesbisches Auge 11: Das lesbische Jahrbuch der Erotik. konkursbuch Verlag, Tübingen 2012, ISBN 978-3-88769-811-9.
- Émilie Jouvet. Editions Des ailes sur un tracteur, 2015, ISBN 979-10-90286-11-5.

## Preise und Nominierungen
- 2006 Bester Spielfilm, Pornfilmfestival Berlin für One Night Stand
- 2007 Bester Spielfilm, Amsterdam Porn Film Festival für One Night Stand
- 2008 Jurypreis, Copenhagen Gay and Lesbian Film Festival für One Night Stand
- 2009 Sexiest Dyke Movie Price, Feminist Porn Awards, Toronto für One Night Stand
- 2009 Bester Kurzfilm, International Best Short Film Competition, Madrid Film Fest für The Apple
- 2009 Jurypreis in der Kategorie Most Innovative Short Film, Seattle Lesbian and Gay Film Festival für The Apple
- 2010 Prix One+One (Kritikerpreis), Festival international du film de Belfort-Entrevues für Too Much Pussy! Feminists Sluts in The Queer X Show
- 2010 Jurypreis, Pornfilmfestival Berlin für Too Much Pussy!.
- 2011 Publikumspreis Bester Dokumentarfilm, Reelout Queer Film Festival Kingston für Too Much Pussy! Feminists Sluts in The Queer X Show
- 2011 Bester LGBT-Film, Cannes Independent Film Festival für Too Much Pussy! Feminists Sluts in The Queer X Show
- 2011 PorYes-Award beim PorYes Feminist Porn Award Europe in Berlin für One Night Stand und Much More Pussy[3]
- 2017 Lobende Erwähnung für My Body My Rules, Pornfilmfestival Berlin[9]